# ديف بريغز
ديف بريغز (بالإنجليزية: Dave Briggs)‏ هو كاتب حول الرياضة وصحفي أمريكي، ولد في 11 أكتوبر 1976.

## وصلات خارجية
- الموقع الرسمي
- ديف بريغز على موقع IMDb (الإنجليزية)